# Britt Janyk
Britt Janyk, kanadska alpska smučarka, * 21. maj 1980, Vancouver, Kanada.
Nastopila je na Olimpijskih igrah 2010, kjer je najboljšo uvrstitev dosegla s šestim mestom v smuku. Na svetovnih prvenstvih je nastopila šestkrat, najboljšo uvrstitev je dosegla leta  2007 s četrtim mestom v superveleslalomu. V svetovnem pokalu je tekmovala dvanajst sezon med letoma 1999 in 2011 ter dosegla eno zmago in še eno uvrstitev na stopničke, vse v smuku. V skupnem seštevku svetovnega pokala je bila najvišje na dvanajstem mestu leta 2008, ko je bila tudi tretja v smukaškem seštevku.
Tudi njen brat Mike Janyk je bil alpski smučar.